# Јулијана Ољшанска
Јулијанија Олшанска ((Голшанскаја), рођ. Јулијанија Јурјевна; 1534 - 1550 или 1550-1566) - светитељка Руске православне цркве, праведна принцеза, дева, из породице Голшански-Дубровицки.
Православна црква је помиње 4 (17) јуна, 6 (19) јула, 28. септембра (11. октобра).

## Биографија
Рођена је у породици Јурија (Ђорђа) Олшанског (Голшанског) из Дубровице, једног од великодушних добротвора Кијевопечерске лавре, познатог војсковође који се више пута борио против Татара. Породица Голшански је била једна од најплеменитијих породица Велике Кнежевине Литваније, сродници Гедиминовича. Породица је добила име по баштини у Голшанима (Гродненска област, Белорусија). Од почетка 15. века, Волинска грана Голшанских се звала Дубровицки (Домбровски) из града Дубровице.
Једна од рођака праведне девице Јулијане је Софија Олшанска, пољска краљица, четврта жена краља Јагела, оснивача династије ЈагелонаЈулијанин отац Јуриј Иванович Олшански, био је не само високорангирани племић, већ и познати добротвор Кијевопечерске лавре, његово име је уписано у древни Печерски споменик. О побожности породице у којој је Јулианија одрасла сведочи и тестамент њеног оца, према којем је 6 манастира и 16 саборних цркава Кијева, Вилне, Луцка и Владимира добило прилоге, а синовима Јурија Ивановича је наређено да изграде нова црква.
Јулијанија је живела кратак живот и умрла је са 16 година. Кнегињино тело је сахрањено у близини Кијевопечерске лавре.
Православно предање Светој Јулијани приписује врлине које одговарају њеном узрасту, полу и рангу: чедност, послушност родитељима, благонаклон однос према нижим, а посебно хришћанско милосрђе. Заиста, током свог земаљског живота, млада девојка је открила високе хришћанске особине, придржавајући се Божјих заповести, и достигла врхунац духовног савршенства.
Почетком 17. века у Кијеву, у близини велике катедралне Печерске цркве, копали су гроб за покојну девојку и наишли на ковчег. Уз њега је била приложена сребрна плоча са натписом: „Јулијанија, принцеза Олшанска, ћерка принца Георгија Олшанског, који је умрла као девица, у 16. години свог рођења”. Када су отворили ковчег, угледали су принцезу – нетрулежну. Потом је ковчег са кнегињиним телом пренет у цркву.
За време митрополита кијевског, галичког и сверуског Петра Могиле направљена је нова светиња за мошти светитељке су пренете у њу. Тада је на њеном гробу направљен натпис: „Вољом Творца неба и земље, Јулијана, помоћница и велика заступница на небу, живи кроз године. Овде су кости лек против сваке патње... Небеска села украшаваш собом, Јулијанија, као леп цвет...“
Мошти свете Јулианије су делимично спаљене 1718. године током пожара у Кијевопечерској лаври. Њихови остаци су смештени у светилиште и смештени у Блиским пећинама Лавре.